# Безпосередня система керування

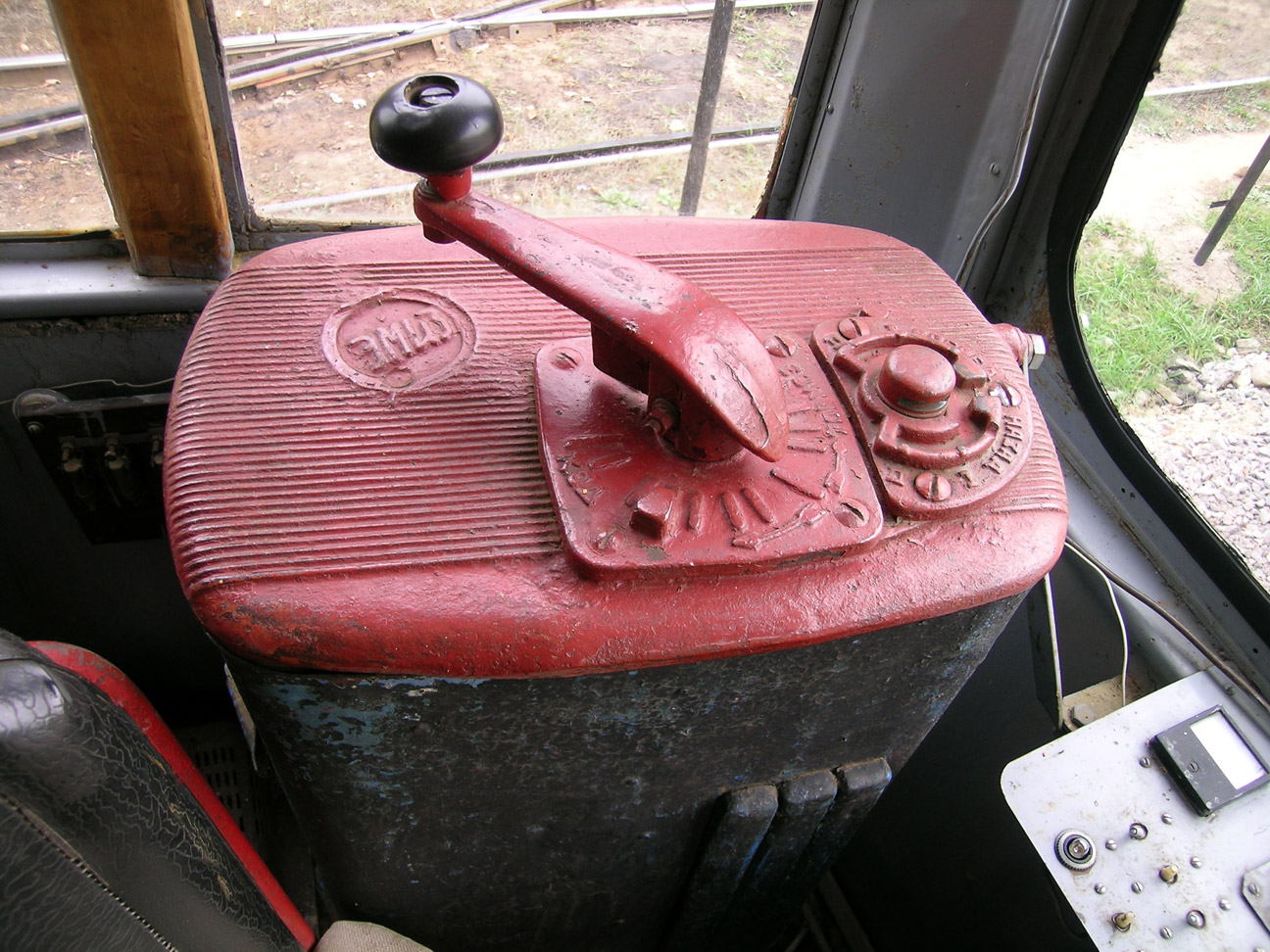
Центральною ланкою БСК є контролер тягових електродвигунів

Безпосередня система керування (скор. БСК)  — комплекс електромеханічного обладнання, призначеного для регулювання струму в обмотках тягових електродвигунів (ТЕД) рухомого складу трамвая та тролейбуса. 

## Принцип дії
В основу функціонування БСК покладено підключення до обмоток ТЕД набору фіксованих баластних опорів, званих пускогальмівними реостатами, які обмежують силу що проходить через ці обмотки електричного струму. Ступеневу зміна підключеного до обмоток ТЕД опору досягається за допомогою комутації груп пускогальмівних реостатів безпосередньо водієм рухомого складу за допомогою найпростіших механізмів, в зборі званих контролером. Наприклад у трамвайного вагона ЛМ-49 контролер складається з вала з насадженими на нього кулачками, що натискають на контактори (сильнострумні комутаційні пристрої, оснащені пристосуваннями дугогасіння) в певній послідовності. Ця послідовність прямо задається водієм шляхом повороту вала за допомогою ручки-"кавомолки". Необхідність ступеневої зміни диктується вимогами плавного розгону-гальмування рухомого складу щоб уникнути травм людей, які перебувають у ньому. 

## Переваги та недоліки
Перевагами БСК перед іншими видами систем керуваннями є гранична простота пристрою та ремонту, середня матеріаломісткість. Недоліками БСК є невисокий рівень пожежо-і електробезпеки (поблизу водія розташовується високовольтний комутаційний пристрій, що загрожує, при витоку струму або іншій несправності, електротравмами або загорянням) та нераціональна витрата електроенергії, значна частина якої дисипує на нагрів пускогальмівних реостатів без вчинення корисної роботи. 

## Цікаві факти
- При використанні на рухомому складі БСК поблизу водія розташовувалися силові контакти, що утворюють при розмиканні сильну електричну дугу. Незважаючи на те, що контролер був закритий корпусом, періодично дуга виривалася назовні. Для захисту волосся водія від обпалення дугою  — жінкам пропонувалося працювати в хустинках, а чоловікам — в кепках та беретах. З появою непрямої системи керування з кабіни водія зникли високовольтні апарати, але косинки на головах жінок водіїв залишалися ще деякий час. Образ дівчини-вагоновожатої, голова якої вкрита косинкою, можна побачити в радянських фільмах: «Приходьте завтра», «Стережись автомобіля», «Перший тролейбус» (хоча тролейбус ЗиУ-5, на якому працювала Світла, був уже оснащений непрямою системою керування). Також косинку на голові носила Світлана Письмиченко, яка зіграла вожату вантажного трамвайного вагона у фільмі Олексія Балабанова «Брат». Цей вагон (бортовий номер Г-15) був оснащений безпосередній системою керування.
- За спогадом ветеранів, які працювали на вагонах з БСК, з ящика контролера постійно виходив смердючий дим — від дії електричної дуги підгоряли контакти.
- Контактні пальці реверсивного пристрою часто приварювалися до реверсивному валу контролера, що при спробі змінити напрямок руху призводило до обриву контактних пальців.